# ماركوس
ماركوس (بالإسبانية: Rafael Sebastián Guillén Vicente)‏ نائب القائد والمتحدث الرسمي باسم حركة زاباتيستا. ويشتهر بلقب «المندوب رقم صفر». ولكن بسبب ظهوره القوي يعتبر كواحد من أهم قيادات الحركة. هويته الأصلية غير معروفة لكن الحكومة المكسيكية تظن أن اسمه الأصلي رافييل سباستيان بيسنتا.
ماركوس أحد رموز الحركة التحررية في العالم وهناك كثير من الشباب يتخذونه مثلا أعلى لهم.

## روابط خارجية
- ماركوس على موقع IMDb (الإنجليزية)
- ماركوس على موقع الموسوعة البريطانية (الإنجليزية)
- ماركوس على موقع ميوزك برينز (الإنجليزية)
- ماركوس على موقع إن إن دي بي (الإنجليزية)
- ماركوس على موقع ديسكوغز (الإنجليزية)
- ماركوس على موقع قاعدة بيانات الفيلم (الإنجليزية)